# Carnavas
Carnavas är det första studioalbumet av  det amerikanska indierock-bandet Silversun  Pickups. Det släpptes 26 juli 2006. Albumnamnet är en hyllning till huvudgitarristen och sångaren Brian Auberts grekiska arv.
Enligt Billboard 200 så hade albumet sålts i 183 864 exemplar 30 juni 2007.
Två av albumets låtar har hamnat på US Modern Rock-topplistan - "Lazy Eye" nådde en femteplacering år 2007 och "Well Thought Out Twinkles" en niondeplacering 2008. 
Spåret "Well Thought Out Twinkles" är en del av soundtracket till skateboardspelet Tony Hawk's Proving Ground samt en nedladdningsbar låt till spelen Rock Band och Rock Band 2 tillsammans med "Melatonin". "Lazy Eye" är också spelbar i Rock Band 2 men även i Guitar Hero World Tour. "Rusted Wheel" finns med på soundtracket till snowboardfilmen Optimistic.
Omslaget är en något omgjord del av en tavla kallad "Summit" av Darren Waterston från 2004.

## Låtlista
Alla låtar skrivna och framförda av Silversun Pickups (Brian Aubert, Nikki Monninger, Joe Lester, Christopher Guanlao)
1. "Melatonin" - 4:04
2. "Well Thought Out Twinkles" - 4:02
3. "Checkered Floor" - 4:51
4. "Little Lover's So Polite" - 4:58
5. "Future Foe Scenarios" - 5:20
6. "Waste It On" - 4:13
7. "Lazy Eye" - 5:54
8. "Rusted Wheel" - 6:00
9. "Dream at Tempo 119" - 4:51
10. "Three Seed" - 5:40
11. "Common Reactor" - 6:01
12. "Mercury" (Japanskt vinylbonusspår) - 5:38
13. "Table Scraps" (Japanskt vinylbonusspår) - 6:18